# Camille Claudel 1915
Camille Claudel 1915 es una película biográfica francesa de 2013 escrita y dirigida por Bruno Dumont. Fue protagonizada por Juliette Binoche y se basa en las tres décadas de encierro de la escultora Camille Claudel en un hospital psiquiátrico. La película se estrenó en competición en el Festival Internacional de Cine de Berlín.

## Sinopsis
La escultora Camille espera la visita de su hermano después de que su familia la lleva a un hospital psiquiátrico del sur de Francia, en el invierno de 1915. Mientras aguarda su llegada, vive con temor porque no le gustan los otros pacientes.

## Reparto
- Juliette Binoche como Camille Claudel
- Jean-Luc Vincent como Paul Claudel
- Robert Leroy como el doctor
- Emmanuel Kauffmann como el sacerdote
- Marion Keller como  Blanc
- Armelle Leroy-Rolland

## Recepción de la crítica
En Rotten Tomatoes , le dieron a la película el premio "Fresco certificado" con una puntuación total del 80 % basada en 37 críticas positivas y 9 negativas. El consenso del sitio web dice: " Camille Claudel, 1915 no es un reloj fácil, pero la excelente actuación de Juliette Binoche hace que valga la pena el esfuerzo".
Según Patrick Gamble de Cine Vue, el cineasta Bruno Dumont ha entregado una "observación increíblemente compasiva y humilde de un artista torturado".
Guy Lodge de Variety describió la película como un "relato conmovedor de un breve período en la vida posterior de la atribulada escultora" y apreció a Juliette Binoche. s personificación de Camille Claudel como nada menos que "fascinante".